# سعید فتحی روشن
سعید فتحی روشن (زادهٔ ۱۵ آذر ۱۳۵۹ در تهران) مجری، شعبده باز و منتالیست اهل ایران است.
او یکی از فینالیست‌های فصل اول برنامه عصر جدید بوده.
در سال ۱۴۰۰ ستاد توسعه علوم و فن آوری‌های شناختی، زیر مجموعه معاونت علمی و فناوری ریاست جمهوری در حکمی، سعید فتحی روشن را به عنوان پیام آور مغز و شناخت معرفی کرد.

## تلویزیون

### عمارت
برنامه «عمارت» در قالب یک دورهمی شبانه با حضور تماشاچیان و مهمانانی از جمله پژمان بازغی، وحید شمسایی، ملیکا زارعی و لیلا اوتادی همراه با مجری این برنامه، سعید فتحی روشن برای ایام ربیع‌الاول و نیمه دوم شهریور ماه ۱۴۰۳ تهیه شده. فتحی روشن در خصوص نحوه اجرای این برنامه در مصاحبه ای با خبرگزاری فارس بیان کرد: این برنامه مانند یک مهمانی خانوادگی است که هر فردی استعدادهای خود را نشان می‌دهد. در این برنامه نیز مهمانان ما در اجرای این شعبده‌ها به من کمک می‌کنند. همین‌طور کارهایی که در این برنامه اتفاق می‌افتد برای اولین‌بار در تلویزیون یا هر پلتفرمی در ایران انجام می‌شود و مانندش تا به حال دیده نشده است.

### مسابقه سیم آخر
فتحی روشن که از برگزیدگان برنامه عصر جدید بود در مسابقه سیم آخر نیز شرکت کرد و آیتمی ویژه را به نمایش گذاشت.

### مسابقه بازیمون
مسابقه تلویزیونی بازیمون یک برنامه معمایی و ماجراجوایانه و پر از رمز و راز از شبکه ۳ سیما بود که در این برنامه سعید فتحی روشن و همدستش معماهایی طرح می‌کنند و شرکت کننده‌ها با عبور از اتاق‌های مختلف ضمن حل معماها و در نهایت به میز شام می‌رسند. این برنامه اولین اتاق فرار تلویزیونی با اجرای سعید فتحی روشن بوده.

## پیشنهاد به عادل فردوسی پور
در سال ۱۳۹۰ فتحی روشن پیشنهادی را به عادل فردوسی پور داد که جنجال آفرین شد. وی از فردوسی پور خواست که یکی از بازی‌های لیگ فوتبال را انتخاب کند و یک هفته قبل از بازی گل‌ها، کرنر، اوت، خطا و تمامی جزییات این بازی را پیش‌بینی کند.